# Јуриј Јехануров
Јуриј Иванович Јехануров (укр. Юрій Іванович Єхануров, рус. Ю́рий Ива́нович Ехану́ро; Белкачи, 23. август 1948) јесте украјински политичар бурјатског порекла и бивши премијер Украјине од 8. септембра 2005. до 4. августа 2006 године. Након тога био је министар одбране од 18. децембра 2007. до 5. јуна 2009. године